# Спрінгвотер (Вісконсин)
Спрінгвотер (англ. Springwater) — місто (англ. town) в США, в окрузі Вошара штату Вісконсин. Населення — 1257 осіб (2020).

## Демографія
Згідно з переписом 2010 року, у місті мешкали 1274 особи в 607 домогосподарствах у складі 395 родин. Було 1441 помешкання
Расовий склад населення:
| - 97,3 % — білих - 0,6 % — корінних американців - 0,5 % — чорних або афроамериканців - 0,3 % — азіатів |

До двох чи більше рас належало 1,0 %. Частка іспаномовних становила 2,0 % від усіх жителів.
За віковим діапазоном населення розподілялося таким чином: 14,1 % — особи молодші 18 років, 57,6 % — особи у віці 18—64 років, 28,3 % — особи у віці 65 років та старші. Медіана віку мешканця становила 54,6 року. На 100 осіб жіночої статі у місті припадало 100,0 чоловіків;  на 100 жінок у віці від 18 років та старших — 100,0 чоловіків також старших 18 років.
Середній дохід на одне домашнє господарство  становив 63 446 доларів США (медіана — 48 370), а середній дохід на одну сім'ю — 70 125 доларів (медіана — 53 871). Медіана доходів становила 51 250 доларів для чоловіків та 40 848 доларів для жінок. За межею бідності перебувало 9,1 % осіб, у тому числі 3,5 % дітей у віці до 18 років та 8,2 % осіб у віці 65 років та старших.
Цивільне працевлаштоване населення становило 559 осіб. Основні галузі зайнятості: освіта, охорона здоров'я та соціальна допомога — 28,8 %, роздрібна торгівля — 15,0 %, виробництво — 14,1 %.